# Намісництво
Намісництво — це вид одиниці місцевого управління у Великому Князівстві Литовському, найвища — в Російській імперії у 1775–1796 роках; найвищий виконавчий орган місцевого самоврядування в деяких коронних краях (зокрема, у Королівстві Галичини та Володимирії) Австрійської імперії з 1849 року та її наступниці — Австро-Угорської імперії (з 1867 року).

## Австро-Угорська імперія
В Австро-Угорщині намісництва запроваджені в 1849 році у 9 австрійських коронних краях. Очолював намісництво призначений імператором намісник. При намісництвах існувало чимало інших різних установ, безпосередньо йому підлеглих, через які воно здійснювало як акти центральних органів влади та управління, так і свої власні директиви.
На території сучасної України, в коронній землі Королівство Галичини та Волині існувало Галицьке намісництво.

## Російська імперія
В Російській імперії намісництва запроваджені в 1775 році, «Установленням про губернії». Було утворено 34 намісництва, в тому числі на території України:
- Харківське намісництво (1780);
- Київське намісництво (1781);
- Новгород-Сіверське намісництво (1781);
- Чернігівське намісництво (1781);
- Катеринославське намісництво (1783);
- Брацлавське намісництво (1793);
- Подільське намісництво (1793);
- Волинське намісництво (1793);
- Вознесенське намісництво (1795)

Очолював намісництво намісник, що мав повноваження від великого князя литовського, короля (надзвичайні — від царя) і на якого покладалося здійснення урядових, військових справ та адміністративного, судового, поліцейського і фінансового управління. За указом «Про новий поділ держави на губернії» 1796 р. намісництва було ліквідовано.